# 장성호 (유도 선수)
장성호(蔣盛晧, 1978년 1월 12일~)는 대한민국의 유도 선수, 지도자로, 현재 용인대학교 교수를 맡고 있다. 선수 시절에는 대한민국 남자 유도 중량급의 대표적인 선수였다.
100kg으로 1999년 영국 버밍엄에서 열린 세계 유도 선수권 대회에 출전하여 은메달을 획득하였다.2000년 시드니 올림픽에 출전했으나, 1회전에서 탈락하였다.2001년 독일 뮌헨 세계 선수권 대회에서 동메달을 획득하였다.
2002년 부산 아시안 게임과 2004년 아테네 올림픽에서 은메달을 획득하였다.
대한민국 국내 대회에서는 계속하여 좋은 성적을 거두어 국가대표의 자리를 유지했으나, 국내 대회의 화려한 수상 기록과는 달리, 올림픽이나 세계 선수권, 아시안게임에는 모두 최고성적으로는 은메달에 만족해야 하여 "2인자"라는 수식어가 따라붙기도 했으나, 2006년 도하 아시안 게임에서 3번 만나 3번 모두 졌던 일본의 이시이 사토시 선수를 상대로 통쾌한 한판승을 거두며 금메달을 목에 걸었다.
2008년 베이징 올림픽에도 참가했다. 이 대회 개막식에서 대한민국 선수단의 기수로 활약하였다. 그러나 경기 예선전 8강에서 몽골의 투신바야르 나이단 선수에게 패하여 7위에 머물렀다. 베이징 올림픽 이후 선수 생활을 은퇴하였고, 은퇴 후 2008년부터 2012년 런던올림픽까지 국가대표 남자 코치로 활동하였다.

## 출신 학교
- 서울마천초등학교
- 오주중학교
- 보성고등학교